# انقلاب 1969 في السودان
كان الانقلاب السوداني 1969 هو الانقلاب الناجح، الذي نفذته مجموعة  "الضباط الأحرار"الذي قادها العقيد جعفر النميري، ضد حكومة الرئيس إسماعيل الأزهري. وقع الانقلاب على نهاية العهد الديمقراطي الثاني في السودان، وشهد بداية حكم النميري الذي كان 16 عاما.
ستسعى حكومة النميري إلى تنفيذ برنامج قومي عربي راديكالي وبرنامج يساري، مما سيجلب برنامجا اشتراكيا للتنمية الاجتماعية والاقتصادية، بما في ذلك التأميم على نطاق واسع للملكية الخاصة. وسوف تعمل حكومته أيضا على إنهاء الحرب الأهلية السودانية الأولى، والتي كانت في عام 1969 مستمرة منذ ما يقرب من 14 عاما. في السعي إلى السلام، ضغطت الحكومة الجديدة من أجل العفو، وستعلن الحكم الذاتي الإقليمي لجنوب السودان في 9 يونيو 1969.